# Barbara Parker
Barbara Parker (* 8. November 1982 in Watford) ist eine ehemalige britische Leichtathletin, die im Langstrecken- und Hindernislauf an den Start ging.

## Sportliche Laufbahn
Erste internationale Erfahrungen sammelte Barbara Parker im Jahr 2003, als sie bei den U23-Europameisterschaften in Bydgoszcz mit 10:36,78 min auf den 16. Platz über 3000 m Hindernis gelangte. In den folgenden Jahren absolvierte sie ein Studium an der Florida State University in den Vereinigten Staaten und 2008 nahm sie im Hindernislauf an den Olympischen Sommerspielen in Peking teil und schied dort mit 9:51,93 min in der Vorrunde aus. 2010 schied sie bei den Hallenweltmeisterschaften in Doha mit 9:01,52 min im Vorlauf über 3000 Meter aus und im Juli verpasste sie bei den Europameisterschaften in Barcelona mit 10:20,99 min den Finaleinzug im Hindernislauf. Im Jahr darauf gelangte sie bei den Weltmeisterschaften in Daegu mit 9:56,66 min im Finale auf den neunten Platz über 3000 m Hindernis und 2012 wurde sie beim London Grand Prix in 9:29,22 min Dritte. Anschließend schied sie bei den Olympischen Sommerspielen in London mit 15:12,81 min in der Vorrunde im 5000-Meter-Lauf aus und kam auch über 3000 m Hindernis mit 9:32,07 min nicht über den Vorlauf hinaus. Im selben Jahr beendete sie ihre aktive sportliche Karriere im Alter von 30 Jahren. 
2010 wurde Parker britische Meisterin im 3000-Meter-Hindernislauf. 

## Persönliche Bestleistungen
- 1500 Meter: 4:11,52 min, 21. Juli 2012 in Solihull
- 3000 Meter: 8:58,62 min, 26. August 2012 in Birmingham
  - 3000 Meter (Halle): 8:52,90 min, 6. Februar 2010 in Boston
- 5000 Meter: 15:12,81 min, 7. August 2012 in London
- 2000 m Hindernis: 6:11,79 min, 15. August 2020 in Cergy-Pontoise
- 3000 m Hindernis: 9:24,24 min, 2. Juni 2012 in Eugene